# Cavarzere
Cavarzere est une commune italienne de la ville métropolitaine de Venise, dans la région Vénétie.

## Géographie

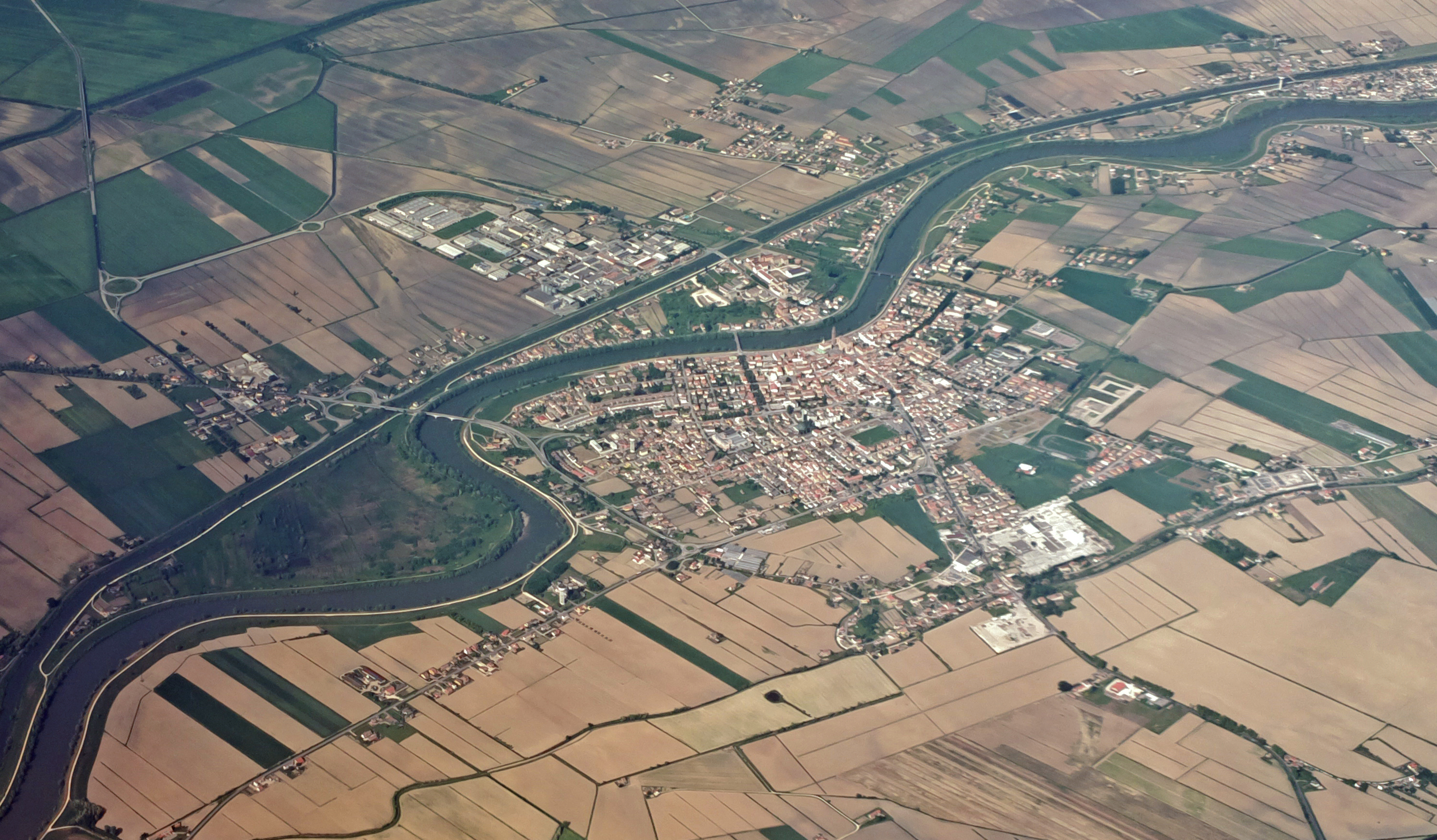
Cavazere

Cavarzere est située dans la plaine du Pô au sud de la lagune de Venise, dans l'ancien delta de l'Adige, d'où les nombreux canaux qui traversent la ville. La commune de Cavarzere couvre une superficie de 140,4 kilomètres carrés, soit la dixième de la communauté d'agglomérations de Venise. La ville n'est pas affectée par la prolifération urbaine qui affecte d'autres parties de la Vénétie, par exemple dans les parcelles cadastrales romaines de Padoue.

## Histoire
La ville est née comme un avant-poste fortifié de la colonie grecque de Hadria sise aux bouches du Pô. Les Romains en font l'une de leurs cités portuaires en -218. Plus tard, elle prit le nom de Caput ageris (le « bout des terres cultivées ») car celles-ci s'étendirent vers l'est au détriment des lagunes du delta de l'Adige grâce aux fossiones philistinae, réseau de drains et de remblais romains. Caput ageris devint ensuite Caputargilis, Capodarzere et finalement Cavarzere.
Autrefois incluse dans la lagune de Venise, à l'époque bien plus allongée du sud-ouest au nord-ouest, depuis Loreo dans le delta du Pô jusqu'à Grado au sud du Frioul, Cavarzere devint un refuge pour les populations de la région pendant l'invasion des Huns en 452 et des Lombards en 568 et fit alors partie de l'Italie byzantine. Au XIIe siècle, elle constituait l'un des neuf podestats du Dogat, entité centrale de la république de Venise.
Au XVIe siècle, le château a été démoli : à sa place se trouvent maintenant la cathédrale et les quais de l'Adige, mais il figure toujours sur les armoiries de la ville. Pendant la République cisalpine le territoire actuel de Cavarzere était divisé en trois communes : Cavarzere Destro (« rive droite »), San Giuseppe (« St-Joseph ») et Cavarzere Sinistro (« rive gauche » ou Rottanova). Au Traité de Campoformio, Cavarzere Destro fut attribué à l'Autriche tandis que Cavarzere Sinistro (Rottanova) et San Giuseppe passaient sous la domination du royaume d'Italie napoléonien. Après les défaites napoléoniennes, au congrès de Vienne de 1815, Cavarzere Destro est rendu à l'empire d'Autriche qui l'intègre à son « royaume Lombard-Vénitien », tandis que Rottanova et San Giuseppe passent aux États de l'Église,,. Ce partage ne fut remis en question qu'en 1866, lorsque Cavarzere devint italienne.
Cavarzere fut lourdement endommagée par la crue de la Polésine de l'automne 1882. En 1923, les autorités italiennes envisagèrent de re-diviser Cavarzere entre les provinces de Rovigo et de Venise, mais les protestations de la population firent échouer ce projet. En 2004, Cavarzere reçut le statut de municipalité par décret du président de la République. Cavarzere fut presque entièrement rasée par les bombardements tant américains qu'allemands pendant la Seconde Guerre mondiale, avant et après que le royaume d'Italie rejoigne les Alliés. La ville, en ruines, fut finalement libérée par le général italien allié Riccardo Bisogniero, et pour cette raison elle s'est jumelée avec Cassino.
Cavarzere a été à nouveau très endommagée par la crue de la Polésine de novembre 1951 qui a causé une forte diminution de la population résidente, qui a émigré vers Settimo Torinese ainsi qu'en d'autres endroits en Vénétie et en Lombardie.

## Administration
| Période                                  | Période | Identité | Étiquette | Qualité |
| ---------------------------------------- | ------- | -------- | --------- | ------- |
|                                          |         |          |           |         |
| Les données manquantes sont à compléter. |         |          |           |         |

### Hameaux
Rottanova, San Pietro, Valcerere-Dolfina, Villaggio Busonera, Boscochiaro, Grignella

### Communes limitrophes
Adria, Agna, Anguillara Veneta, Chioggia, Cona, Loreo, Pettorazza Grimani, San Martino di Venezze